# Robert Job
Pour les articles homonymes, voir Job.
Robert Job est une des personnalités principales de l'Œuvre de Secours aux Enfants (OSE). Il naît à Imling (Moselle) le 31 janvier 1907, et meurt à Strasbourg le 6 juin 1995.

## Durant la Seconde Guerre mondiale
Professeur au lycée de Thann dans le Haut-Rhin, Robert Job est mobilisé en septembre 1938. Son unité arrive à éviter l'encerclement et peut se replier en zone non-occupée. Il est alors nommé responsable du ravitaillement général par le Préfet des Hautes-Alpes, fonction dans laquelle il est maintenu jusqu'au début de l'année 1941. Après la proclamation des lois anti-juives du gouvernement de Vichy, il doit cependant quitter ses fonctions.
En juin 1942, il prend avec sa femme Ruth la direction de la maison d'enfants de Poulouzat (commune de Condat-sur-Vienne, département de la Haute-Vienne). 
Au début de l'année 1943, à la demande de la direction centrale de l'Œuvre de secours aux enfants, il assume en même temps l'inspection générale de toutes les maisons de l'OSE dans la région du Limousin, en Creuse et Haute-Vienne.
Après son arrestation en février 1944, c'est à Robert Job qu'Alain Mossé (représentant le bureau de l'OSE à Chambéry) envoie un télégramme codé lui conseillant d'entrer complètement dans la clandestinité. En raison de l'occupation totale de la France par l'Armée nazie et du risque couru par les enfants et les employés, la décision a été prise de fermer progressivement les maisons de l'OSE.
Le réseau Garel organise alors le camouflage des enfants de l'OSE dans des familles d'accueil, ou leur passage clandestin vers la Suisse avec les organisations juives de la Résistance. Le choix des enfants, leur répartition et la constitution des convois est confiée à Robert Job.
Dès la Libération, au cours du dernier trimestre de 1944, Robert Job rejoint la direction de l'OSE qui lui confie le Service de l'enfance.
Ouvrir 25 maisons pour recueillir plus de 2 000 enfants devenus orphelins dont 426 rescapés du camp de Buchenwald, recruter leur encadrement, telle fut sa tâche, dans laquelle il fut remarquablement secondé par Marc Schiffmann, qui lui succède.

## Après la Seconde Guerre mondiale
Au départ de Georges Garel en 1947, Robert Job est nommé secrétaire général de l'OSE, une fonction qui recouvre la direction générale de l'Œuvre. Il occupera ce poste jusqu'à sa retraite en 1973.
En outre, Robert Job fait partie de la Direction mondiale de l'Union OSE jusque dans les années 1960. Dans ce cadre, il effectue plusieurs missions, tant en France qu'en Israël.
Après sa retraite, Robert Job est nommé vice-président de l'OSE et participe encore très activement à son action. À fin 1988, il est nommé à l'unanimité Vice-Président d'honneur de l'OSE. Pendant toute la durée de son activité, Robert Job représenta également l'OSE au sein du Conseil de Direction de l'UNIOPSS, organisation fédératrice regroupant les principales œuvres sociales de toutes confessions en France.
Parmi toutes les instances auxquelles il apporte son aide et sa compétence, il faut citer entre autres la présidence de la Communauté de la synagogue Chasseloup-Laubat (15e arrondissement de Paris), le CASIP (Comité d'action sociale israélite de Paris), le FSJU (Fonds social juif unifié). 
Son épouse Ruth Job meurt le 20 mai 2011 à l'âge de 95 ans en Alsace.
Ils sont les parents de Guy Job et grands-parents de Léa Job, morte le 9 janvier 2011 des suites d'une longue maladie et de Luc Job, artiste en effets spéciaux installé à New-York.

## Témoignages
En 1977, Robert Job témoigne en faveur d'Edmond Dauphin, secrétaire général de la préfecture d'Indre durant l'Occupation.

## Honneurs
- Chevalier de la Légion d'honneur à titre militaire
- Croix de guerre 1939–1945
- Commandeur du Mérite militaire
- Officier de l'ordre national du Mérite
- Chevalier de l'ordre des Palmes académiques.
  - Autres honneurs:
- Centre D'Activité De Jour Robert Job, 3 rue Charles Baudelaire 75012 Paris[7],[8]